# Gare de Laissey
La gare de Laissey est une gare ferroviaire française de la ligne de Dole-Ville à Belfort, située sur le territoire de la commune de Laissey dans le département du Doubs en région Bourgogne-Franche-Comté.
Elle est mise en service en 1858 par la Compagnie des chemins de fer de Paris à Lyon et à la Méditerranée (PLM).
C'est une halte voyageurs de la Société nationale des chemins de fer français (SNCF) desservie par des trains TER Bourgogne-Franche-Comté.

## Situation ferroviaire
Établie à 274 mètres d'altitude, la gare de Laissey est située au point kilométrique (PK) 425,332 de la ligne de Dole-Ville à Belfort, entre les gares ouvertes de Deluz et de Baume-les-Dames. En direction de Baume-les-Dames, s'intercalent les gares fermées de Douvot et d'Ougney-Douvot.

## Histoire
La gare de Laissey est mise en service le 1er juin 1858 par la Compagnie des chemins de fer de Paris à Lyon et à la Méditerranée (PLM), lorsqu'elle ouvre à l'exploitation la section de Besançon à Belfort de sa ligne de Dijon à Mulhouse.
La gare de « Laissey » est l'une des 1763 gares, stations ou haltes de la Compagnie PLM listées dans la nomenclature 1911. C'est une gare, ouverte au service complet de la grande vitesse (voyageurs), « à l'exclusion des chevaux chargés dans des wagons-écuries s'ouvrant en bout et des voitures à quatre roues, à deux fonds et à deux banquettes dans l'intérieur, omnibus, diligences, etc », et de la petite vitesse (marchandises), avec les mêmes exclusions que pour la grande vitesse, qui peut recevoir ou expédier des dépêches privées,. C'est une gare de la ligne de Dijon à Belfort située entre la gare de Deluz et la station d'Ougney-Douvot.
Dans la deuxième moitié du XXe siècle, la gare perd son guichet et devient une simple halte voyageurs desservie par des trains régionaux. Le rez-de-chaussée de l'ancien bâtiment voyageurs est réaménagé pour y recevoir une brigade de cheminots (réfectoire, douches, local de matériels...).
En 2015 c'est une gare voyageurs d'intérêt local (catégorie C : moins de 100 000 voyageurs par an de 2010 à 2011), qui dispose de deux quais (1 et 2), un souterrain et un abri. À la suite des travaux de renouvellement de la voie et du ballast sur l'axe Besançon - Belfort, le quai situé sur la voie en direction de Belfort a été rénové.
En janvier 2020, les travaux de rénovation de la gare débutent. L'objectif est de permettre, à terme, l'installation au rez-de-chaussée du bâtiment d'une unité territoriale de l'Office National des Forêts (ONF).

## Fréquentation
La fréquentation de la gare est détaillée dans le tableau ci-dessous :
| Année     | 2015   | 2016   | 2017   | 2018   | 2019   | 2020   | 2021   | 2022   | 2023   | 2024   |
| --------- | ------ | ------ | ------ | ------ | ------ | ------ | ------ | ------ | ------ | ------ |
| Voyageurs | 12 249 | 13 604 | 14 954 | 13 102 | 16 678 | 15 728 | 18 126 | 23 183 | 23 085 | 24 342 |

## Service des voyageurs

### Accueil
C'est une halte SNCF, point d'arrêt non géré (PANG) à accès libre, équipée d'un abri de quai.
Un souterrain permet la traversée des voies et le passage d'un quai à l'autre.

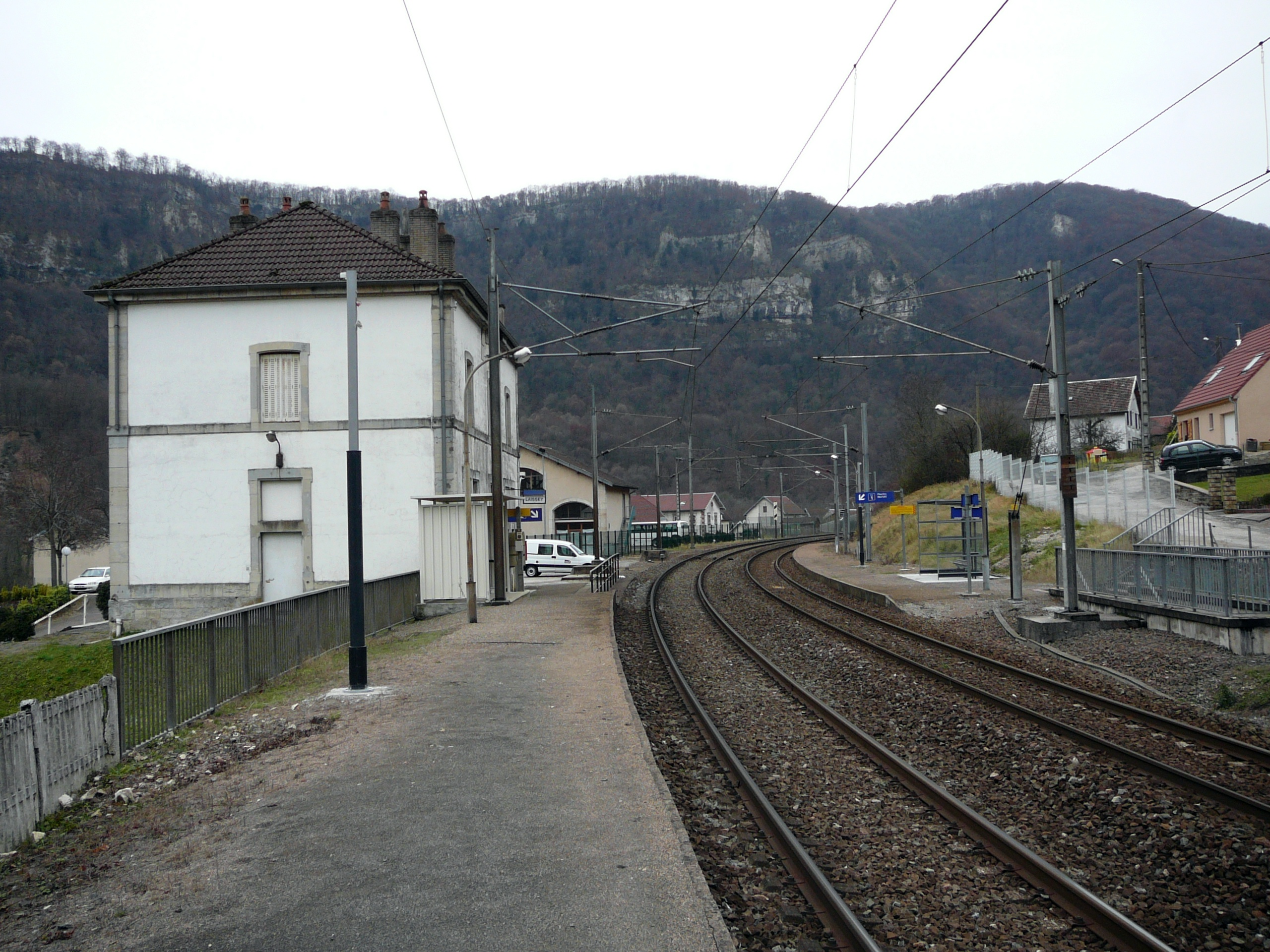
Vue d'ensemble de la halte SNCF.

### Desserte
Laissey est une halte du réseau TER Bourgogne-Franche-Comté, desservie par des trains régionaux de la relation Besançon-Viotte - Belfort.

### Intermodalité
Le stationnement des véhicules est possible à côté de l'ancien bâtiment voyageurs.